# 超人力霸王ARC角色列表
此條目中為圓谷製作之特攝劇《亚刻奥特曼》及其關聯作品等共同世界觀出現的所有角色。

## 主要角色
飛世優馬（ひぜ ゆうま）
飾演：戶塚有輝、立花利仁（童年）
配音：小保羅·卡斯特羅（英語）／不公開、廖珮伶（童年）（台灣）／張振熙、何芷心（童年）（香港）／归什（中國大陸）
本作主角，超人力霸王ARC的人間體。23歲。
為怪獸防災科學調查所「SKIP」星元市分所入職3個月的新人調査員。具有溫和直率的性格，一旦認為是為了他人好，就會毫不猶豫地行動，常常讓周圍的人感到擔心。
在童年時期受到怪獸摩諾格洛斯的怪獸災害的痛苦經歷的啟發下，志願成為怪獸生物學家，希望能為同樣受苦的人們提供幫助，因此加入了「SKIP」，並充分利用豐富的怪獸知識和專用的怪獸探測器進行調查。座右銘是「奔跑吧！優馬！」。
路堤昂
配音：萩原聖人（日本）
克里斯多福‧維坎普（英語）／楊士賢（台灣）／黃啟明（香港）／张磊（中國大陸）
從遙遠的銀河系而來的光之使者。在與優馬一體化後誕生出超人力霸王ARC。

## SKIP

### 星元市分所
伴博志（ばん ひろし）
飾演：西興一朗
配音：托尼·奥利弗（英語）／陳彥鈞（台灣）／梁皓翔（香港）／来晓风（中國大陸）
怪獸防災科學調查所「SKIP」星元市分所的所長。43歲。
小時候，他就對恐龍著迷，他的熱愛與日俱增，以至於他開始挖掘化石並進行研究，這促使他從事地質學事業。他加入「SKIP」是為了利用自己的知識幫助他人。儘管他在涉及自己的專業時往往會得意忘形，但他是一位可靠的領導者，平易近人，能夠給出準確的指示，有時會做出令人驚訝的大膽決定。
他也是一名好父親，逢年過節都會為家人做家常飯菜，但他總是擔心自己唯一的女兒，她正值易受影響的青春期年紀。
石堂柊（いしどう しゅう）
飾演：金田昇
配音：米卡·索羅瑟德（英語）／張敦喻（台灣）／譚禹晋（香港）／逝枫（中國大陸）
怪獸防災科學調查所「SKIP」星元市分所中，來自「地球防衛隊·宇宙科學局」派遣來的特別調查員，25歲。
作為優馬的搭檔，他的專業是研究宇宙人和宇宙怪獸，身為防衛隊隊員，他在在SKIP的成員中是唯一被允許使用對怪獸用槍「Elema槍」的人。
他經常穿著西裝，具有冷靜且理性的精英性格，但如果沒有一種特定的飲料，他就無法忍受，會像變了一個人一樣慌亂不安。當他接觸悠馬豐富的「想像力」之後，逐漸對優馬產生共鳴，兩人逐漸成為彼此的理解者。
夏目凛（なつめ りん）
飾演：水谷果穗
配音：達妮埃爾·錢伯斯（英語）／張茜雯（台灣）／楊婉潼（香港）／关云月（中國大陸）
本作品的女主角，怪獸防災科學調查所「SKIP」星元市分所的調查員兼程式設計師，25歲。
天才程序員的她，對機械也很熟悉，負責研究所內的系統維護和設備開發。此外，他還憑藉出色的機械工程技能，從一開始就負責開發AI機器人「YouPi」，與它建立了類似兄弟姐妹的信任關係。但她沒有向外人透露的是，他為YouPi起的名字其實與以前的愛犬相同。
他具有開朗乾脆的性格，並表現出強大的專業意識，對剛進調查所的優馬而言也是值得信賴的前輩，在故事中，他經常與優馬一起行動。
悠比（YouPi）
配音：廣瀨裕也
布蘭登·麥金尼斯（英語）／李昀（台灣）／樂家焜（香港）／李绍刚（中國大陸）
怪獸防災科學調查所「SKIP」星元市分所的自立型AI支援機器人，其正式名稱為「YouPi機器人」。它的口頭禪是「交給YouPi吧」。
它的雙眼和胸部有攝像頭，胸部中央有擴音器，肩部有照明裝置，擁有強大力量的雙臂配備了各種功能的多功能噴嘴等各種裝備。此外，它還可以將頭部和軀幹分離。頭部的「You-bot」作為無人機能夠迅速在陸海空進行行動，而軀幹的「Pi-body」則在地面上執行各種任務，支持SKIP的調查員們。

### 富士市分所
中村一郎（なかむらいちろう）
飾演：今村裕次郎
配音：張敦喻（臺灣）／袁德基（香港）
特別總集篇登場，怪獸防災科學調查所「SKIP」富士市分所的所長，也是唯一的人類成員，駐守在同一分行的查比（ChapPi）（配音：譚百熹（香港））是坎坷的二人組。
曾隸屬於地球防衛軍，因捕獲深海巨獸阿吉特托斯的功績而被SKIP招募。事後，他將這隻小怪獸命名為「彼得」，至今仍將它養在家裡。然而富山市幾乎有10沒有怪獸出現了，這導致該分所的資源和人員多年來大幅減少，令他每天都有很多空閒時間，具有隨和的性格。在討論雅克的存在時，他將雅克視為「為正義而戰的神秘英雄」。
在得知星元市分所之後，他曾一度表明透過與怪獸戰鬥來證明自己的強烈決心，但卻隨即接獲總部的命令，最終被調往北部地區。

### 怪獸分析班
山神悟（やまがみさとる）
飾演：池田努
配音：黃啟明（香港）
第9話登場，怪獸防災科學調查所「SKIP」本部怪獸分析班的成員。他也是凜的導師，在個人生活中已婚，是已有孩子的父親。
該者過去曾在大學任教怪獸學，並在與凜相遇後成為凜學習道路上的重要人物，然而他有著在撒謊時會摸下巴的習慣。加入SKIP後，他因涉嫌竊取怪獸細胞的罪名而逐漸引起總部的懷疑。總部為了查清事實，秘密指派凜對山神展開調查。
隨著調查的深入，凜逐步確認山神進行犯罪活動的證據，當偷取內隆剛細胞的計畫被揭發後，山神的計畫也隨之失敗。面對凜的質問，山神道出了自己犯罪的動機。他解釋怪獸的特殊能力不應被忽視，甚至可以透過研究這些能力來推動科學的進步和技術的突破。之所採取偷竊和非法手段是為獲得足夠的研究資金，以便繼續自己的研究工作。
山神最終被GDF逮捕。在與凜的最後對話中，山神聲稱自己早已忘記與凜之間的過往，然而當他離開時，他再次摸了摸自己的下巴。

## 飛世家
飛世哲也
飾演：萩原聖人
配音：黃啟明（香港）、楊士賢（台湾）
第3、25話登場，優馬的父親，他在16年前的K-DAY災害中遇難身亡。其隨身攜帶的手錶則由優馬保管，去世前的遺言「奔跑吧，優馬」也成為優馬的座右銘。
飛世高子
飾演：牧佳子
配音：何芷心（香港）、黄牧祈（台湾）
第3、25話登場，優馬的母親，她在16年前的K-DAY災害中遇難身亡。
飛世真澄
飾演：根岸季衣
配音：陳佩儀（香港）、廖珮伶（台湾）
第3話登場，優馬的奶奶，居住於星元市。
自兒子與媳婦去世後，她獨自一人撫養著優馬長大。平常擔任幼兒園的園長為孩子們朗讀，也相當留意著優馬，祖孫也密切保持著聯繫。

## 其他角色
乾明里
飾演：田中日奈子
配音：黃牧祈（臺灣）、何凱怡（香港）、
第1、3、5、7、11、20、25話登場，負責報導星元市怪獸災害的TTU記者。
大田原仁
飾演：久保田武人
配音：李世揚（臺灣）、黃子麟（香港）
第2話登場，隼人的父親，也是本田不動產（ほんだ不動產）的一名建築項目經理，主要負責為星本市的怪獸災難受害者建造新公寓。
他選擇位於冠町山區作為新項目「Sun Light Precious」的選址地點，由於並不相信有關「里奧德」的民間傳說，他駁回兒子向SKIP報告開發地點可能會喚醒怪獸的線索。在里奧德的事件發生後，他決定起草新的施工指南，以應對未來可能的怪獸災難。
大田原隼人
飾演：楠楓馬
配音：黃牧祈（臺灣）、何凱怡（香港）
第2話登場，大田原仁的兒子，也是提供SKIP調查「里奧德」情報的男孩。
他從小就從父親那裡聽到了有關「里奧德」的故事。並對「森林中的怪獸」的想法特別在意。由於父親的建設工程與據說里奧德休眠的地區重合，他認為不應該砍伐森林以防止里奧德甦醒。從而導致與父親之間的衝突。同時透過他提供的線索，使得優馬透過調查古代文獻，成功找到了與1200年前的事件有關的資訊。在里奧德的事件發生後，他與父親重歸於好。
牧野信也
飾演：三浦浩一
配音：譚漢華（香港）
第5話登場，日本知名的恐龍學家，他因在社群媒體上頻繁登場而廣受兒童歡迎，在古生物学和怪獸生物學方面擁有專業知識。並為GDF提供協助。他以「想像力是我們的翅膀」為座右銘。近期因調查大光峠新發現的化石而到訪星元市。
他是伴博志的大學時期的恩師。兩人過去曾因研究怪獸化石的研究問題存在些許摩擦，然而隨著K-Day的發生，牧野開始後悔當時沒有更多地關注博志的發現。而這次經歷告訴他，僅僅依靠過去的知識而忽視年輕人的新觀點是一個重大的遺憾。雙方因對問題的處理方式也隨著調查利維吉拉事件有所調整，最終達成了和解。
此外，他的存在對優馬產生了影響，尤其在優馬克服了因過去事件對怪獸的恐懼方面發揮了關鍵作用。
綾香
飾演：楊原京子
配音：程文意（香港）、黃牧祈（臺灣）
第6話登場，旅館「黎明莊」的女將。其旅館的特色是大量使用周圍採集的蘑菇製作的蘑菇套餐。16年前，她與旅館的服務生山南（松本海希飾；鄭家蕙（香港配音）、廖珮伶（臺灣））偶然救助了受困在地球的庫洛剋星人，並在知道他的真實身份將他視為夥伴。
杏樹
飾演：增井湖湖
配音：廖珮伶（臺灣）、鄭家蕙（香港）
第7話登場，出現在優馬面前的神秘少女，實際上是伴隨著地底灼熱怪獸霍姆加出現的「精靈」。
出於某種原因，他試圖阻止優馬攻擊霍姆加。經過對傳說的調查後，優馬得知他之所以試圖阻止自己，是是因為她想保住霍姆加的生命，以便霍姆加生下孩子。同時也期望人類能夠與霍姆加走向共存的願望。最終憑藉著月亮裝甲的力量，霍姆加成功生下了孩子，杏樹則與霍姆加的後代一同消失在地底下。
銅金香奈緒
飾演：小川涼
配音：何凱怡（香港）
第8話登場，星本市近期流行的電子貨幣「星元PAY」的開發者，也是星元PAY公司的執行長。
雖然是位意氣風發、外表浮華的女性，但她實際是名人工智能研究員，大學期間，因論文側重於人工智慧研究和從經濟角度模擬人類需求，這導致她開發一個虛擬AI，該AI以金錢的概念作為資料分析人類需求。當她開設公司為研究提供資金，其團隊將AI代理整合到系統中，從而誕生稱為「數位卡尼貢」存在，並成星元PAY的代言人及直播主。
然而由於卡尼貢不知道如何使用金錢，導致卡內貢囤積了所有的數位貨幣，無意間令星本市陷入金融危機。當卡尼貢的活動變得無法控制後，他便此請求SKIP幫助捕獲卡尼貢。
木崎和雄
飾演：佐久間悠
配音：李家傑（香港）
第10話登場，優馬在中學時的同班同學，同時也是一名业余无线电爱好者。
生性孤僻的他畢業以來便與外界隔絕，獨自居住在單身公寓中。透過無線電與一位名為「菲歐」的外星人建立了聯繫，然而這個無線電波不僅成為他們溝通的橋樑，也意外吸引了噪音怪獸「諾伊茨拉」來到地球。
在諾伊茨拉發動攻擊的同時，他得知了菲歐的家鄉星球正面臨毀滅，生命即將走到盡頭的殘酷現實。最終在不捨和絕望下，與即將失去聯繫的菲歐做告別。經歷這一切後，他似乎變得更加積極，決定展開新的生活。
伴鶫
飾演：三浦理奈
配音：廖珮伶（臺灣
第20話登場，博志所長的女兒，高中生。
在星元市為學生舉辦的職業體驗活動中，她被選為電視節目的體驗外景記者，參與了對各地的專訪。然而，由於她緊張的性格，在鏡頭前的關鍵時刻經常口誤或結巴。
在哥美斯的事件中，她因與電視台成員出現在事發現場而被波及，但在被父親拯救，並在目睹雅克活躍的戰鬥之後，她克服了自己的怯場，最終鼓起勇氣，向電視台前的觀眾表達了自己內心的想法。
芝葵
飾演：辻凪子
配音：林沛笭（臺灣）、鄭家蕙（香港）
第21話登場，夏目凜過去的同班同學。在大學畢業後，為了實現成為小說家的夢想，開始在出版社擔任雜誌編輯。
由於對每天忙碌的工作感到厭倦，一日，他她在接觸一顆能實現所有願望的紅球，紅球依次幫她實現各種願望。隨著幸福的生活受到干擾，她最終在眾人面前喊出了驚人的願望。
白色面具的男子
戲服演員：岡部曉
配音：津嘉山正種（日本）、黃啟明（香港）
第22話登場，夢想著一個不存在憂慮的樂園，他放棄了自己的名字與容貌，戴上一個神秘的面具，成為暗中活動的謎樣人物——「樂園夢想人」。他手持一件與古代遺物一同被發現的神器「柱」，試圖抹除與怪獸相關的一切記憶與事物，甚至抹去怪獸存在於世的事實，消解人類最大的恐懼與威脅。

### 宇宙人
沼田
飾演：阿基拉100%
配音：袁德基（香港）、陳彥鈞（臺灣）
第6、12話登場，旅館「黎明莊」的番頭，其真實身份為來自香披姆系銀河的茸狩宇宙人庫洛剋星人（Alien Croco）。其種族社會依賴於蘑菇，並將其孢子用作宇宙船的動力源燃料。他們不斷尋求新種蘑菇的開發，並收集來自各個星球的蘑菇。16年前，他們與夥伴一起降落在末廣山進行蘑菇採集，其中一位夥伴在專心採蘑菇時，收到夥伴發出的緊急聯絡，告知「宇宙空間發生異常，需要緊急撤離地球」，但他迷路未能及時趕到，最終錯過了宇宙船，夥伴們也因此離開了。
獨自被留在地球上的他在徘徊多天後，最終來到了黎明莊。隨後，他用手勢與發現他的女將綾香成功進行了溝通。從那天起，他利用全息影像裝置將自己的形象擬態為人類，自稱沼田，並在旅館擔任了16年的番頭。並並利用蘑菇和大件垃圾製作小型宇宙船，期望能夠回到故鄉。
身高：2公尺
體重：96公斤
菲歐
配音：佐倉綾音（日本）、廖珮伶（臺灣）、何凱怡（香港）
第10話登場，通過無線電與木崎和雄進行交流的外星人。他的真實身份是一顆距離地球數光年遠的恆星上的居民。她所居住的星球遭受嚴重的污染，導致居民逐漸滅絕，如今只剩下她一人。由於環境的惡化，她無法外出，也無法尋找新的家園。為了能與外界建立聯繫，她發送了無線電訊號，並奇蹟般地與和雄取得了聯繫。然而這也導致了噪音怪獸「諾伊茨拉」跟隨無線電波來到地球。
由於通訊所需的能量是她有限的儲備，若通訊中斷便意味著永遠失去聯繫。最終，當她的能源耗盡後，她在感謝和雄接收到她的訊號後並向他告別，無線電波也隨即消失了。
梅古瑪星人（Alien Meguma）
配音：真木駿一（日本）、黃啟明（香港）
第12話登場，機械巨像基瓦斯的駕駛員，自香披姆系銀河的外星人，該文明以其極其先進的科學技術而聞名。曾依賴被稱為「穆賈裡」的聖月提供能量而蓬勃發展。然而，隨著穆賈裡的力量逐漸減弱，這個文明開始走向崩潰。為了尋找另一個「穆賈裡」，他駕駛著基瓦斯展開了一場漫長的太空旅程。數個世紀後，梅古瑪星人最終得知母星的文明已經滅亡，這使他與基瓦斯成為星球僅剩的倖存者。
由於意識到自己終將逝去，梅古瑪星人擔心基瓦斯會被孤獨地留下。因此，他選擇隱瞞自己的死亡，並希望基瓦斯在未來能遇到一位善良的朋友，引導他走上正確的道路。
蘇伊特
飾演：佐藤江梨子
配音：廖珮伶（臺灣）、程文意（香港）
第14、15、24、25話登場，操縱宇宙獸扎迪姆威脅星本市並以優馬為目標的神秘宇宙人。他的真實身分是與雅克/路迪翁來自同一個星系，其家祖領袖之一「澤祖」的心腹。
她擁有冰冷美貌的女子型態，能夠用心靈遙感操控他人，擁有阻止他人行動、窺視他人內心的能力。並稱路迪翁或雅克為「叛徒」，當他發現路迪翁在優馬體內時，他密謀將他拖出來。